# Josef Zukal
Josef Zukal (8. března 1841 Rozstání – 8. května 1929 Kroměříž) byl český historik a pedagog, zakladatel moderní české historiografie ve Slezsku.

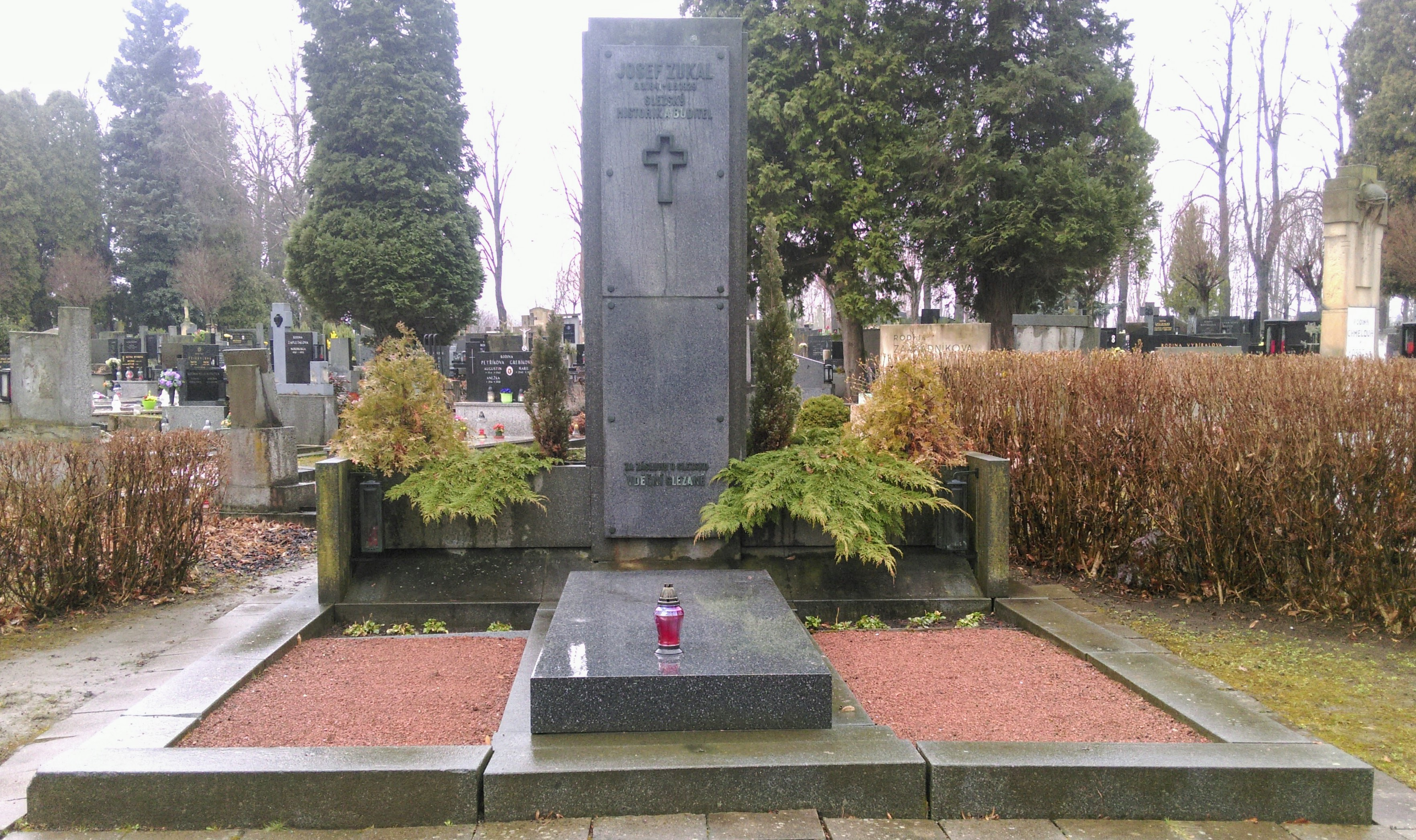
Čestný hrob na kroměřížském hřbitově

## Biografie
Po absolvování piaristického gymnázia v Kroměříži studoval na univerzitě ve Vídni. Po ukončení studií působil v letech 1864–1899 jako pedagog na Vyšší reálné škole v Opavě. Po předčasném penzionování bydlel v Opavě a od roku 1909 až do smrti v Kroměříži. Spolu s Vincencem Praskem patřil k zakladatelům Muzea Matice Opavské (dnes Slezské zemské muzeum). Odborně publikoval především v časopisech a novinách Věstník Matice opavské, Zeitschrift für Geschichte und Kulturgeschichte Österreichisch-Schlesiens, Opavský týdenník aj. Ve svých pracích se zabýval především slezskými dějinami 16. a 17. století, konfiskacemi ve Slezsku v době třicetileté války a reformací a rekatolizací ve Slezsku. Zemřel v roce 1929 v Kroměříži a je pohřben v čestném hrobě na kroměřížském hřbitově.
Jeho obsáhlá a dodnes velmi cenná pozůstalost je uložena v Zemském archivu v Opavě. V Krnově, Opavě a Ostravě je po něm pojmenovaná ulice Zukalova.

## Dílo
- Paměti Opavské. Opava 1912.
- Die Liechtensteinische Inquisition in den Herzogtümern Troppau und Jägerndorf aus Anlass der Mansfeldschen Rebellion 1626–1627. Opava 1912.
- Slezské konfiskace 1620–1630. Pokutování provinilé šlechty v Krnovsku, Opavsku a Osoblažsku po bitvě bělohorské a po vpádu Mansfeldově. Opava 1916.